# Ženek
Ženek (nemško Sonnegg) je naselje v Občini Žitara vas v Okraju Velikovec na Koroškem v Avstriji.